# Conclave de 1352

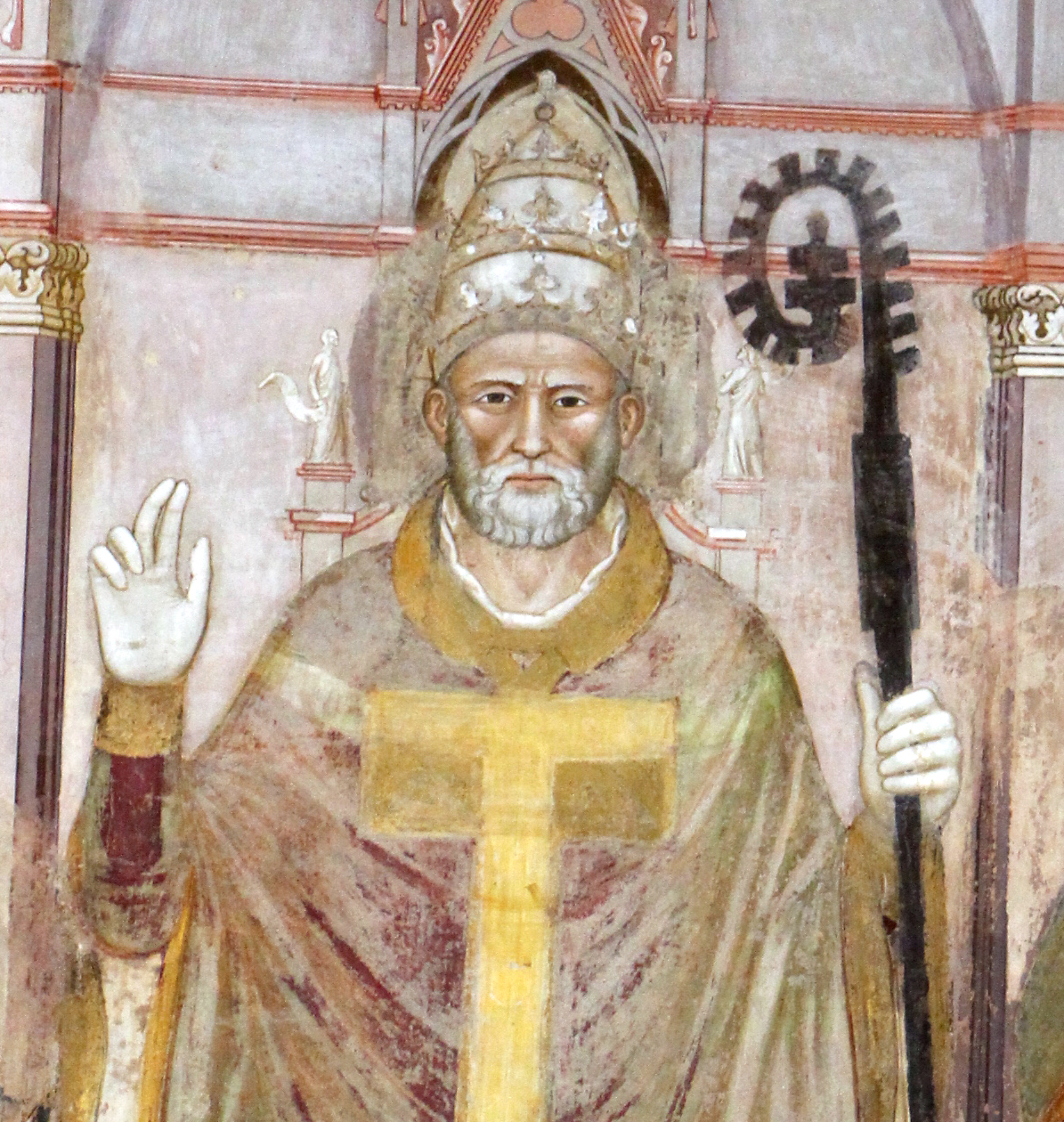
Retrat del Papa Innocenci VI.

El Conclave de 1352 es va convocar després de la mort del Papa Climent VI, i es va celebrar entre el 16 i el 18 de desembre de 1352. Resultà elegit el cardenal Etienne Aubert, que esdevingué el cinquè Papa del període del Papat d'Avinyó sota el nom d'Innocenci VI. La singularitat d'aquest conclave és que durant la seva celebració els cardenals, per primera vegada a la història, van fer una capitulació del conclave que va limitar el poder d'elegir.

## Participants
El Papa Climent VI va morir el 6 de desembre de 1342 a Avinyó. Durant el seu pontificat va evitar de tornar a Roma i va adquirir la sobirania d'Avinyó, on hi havia la cort papal, de la reina Joana I de Nàpols. Quan va morir hi havia 26 cardenals. 25 d'ells van participar en el conclave.
Dinou electors havien estat creats per Papa Climent VI, i vuit d'ells eren parents seus. Dels sis restants tres havien estat creats per Joan XXII i tres per Benet XII. El càrrec de Camarlenc, el més important durant la seu vacant, va ser ocupat per Stefano Aldebrandi Cambaruti, arquebisbe de Toulosa, que no era cardenal. Un cardinal creat per Climent VI no va participar en aquest conclave, perquè era legat a França, on intentava contribuir a la pau entre el Regne de França i el Regne d'Anglaterra durant la Guerra dels cent anys.
| Elector                                   | Títol                                 | Elevat           | Elevador                                 | Notes                                                                |
| ----------------------------------------- | ------------------------------------- | ---------------- | ---------------------------------------- | -------------------------------------------------------------------- |
| Pierre Desprès                            | Bisbe de Palestrina                   | 20 desembre 1320 | Joan XXII                                | Degà del Col·legi Cardenalici; Vice-canceller de l'Església Catòlica |
| Hélie de Talleyrand-Périgord              | Bisbe d'Albano                        | 25 maig 1331     | Joan XXII                                | Cardenal-protector de l'Orde dels Franciscans                        |
| Bertrand de Déaulx                        | Bisbe de Sabina                       | 18 desembre 1338 | Benet XII                                |                                                                      |
| Guillaume de Tribunal, O.Cist.            | Bisbe de Frascati                     | 18 desembre 1338 | Papa Benedict XII (nebot)                | Camerlenc del Col·legi Cardenalici                                   |
| Etienne Aubert (elegit Papa Innocenci VI) | Bisbe d'Ostia i Velletri              | 20 setembre 1342 | Papa Climent VI                          | Penitenciari major                                                   |
| Guillaume d'Aure, O.S.B.                  | Sacerdot de S. Stefano al Monte Celio | 18 desembre 1338 | Benet XII                                | Arxipreste del Col·legi Cardenalici; Inquisidor general              |
| Hugues Roger, O.S.B.                      | Sacerdot de S. Clemente               | 20 setembre 1342 | Papa Climent VI (germà del Papa Climent) |                                                                      |
| Pierre Bertrand de Colombier              | Sacerdot de S. Susanna                | 27 febrer 1344   | Papa Climent VI                          |                                                                      |
| Gil Álvarez Carrillo de Albornoz          | Sacerdot de S. Clemente               | 17 desembre 1350 | Papa Climent VI                          |                                                                      |
| Pasteur de Sarrats, O.F.M.                | Sacerdot de SS. Marcellino e Pietro   | 17 desembre 1350 | Papa Climent VI                          |                                                                      |
| Raymond de Canillac, C.R.S.A.             | Sacerdot de S. Croce en Gerusalemme   | 17 desembre 1350 | Papa Climent VI (nebot de Climent VI)    |                                                                      |
| Guillaume d'Aigrefeuille, O.S.B.          | Sacerdot de S. Maria en Transpontina  | 17 desembre 1350 | Papa Climent VI (nebot de Climent VI)    |                                                                      |
| Nicola Capocci                            | Sacerdot de S. Vitale                 | 17 desembre 1350 | Papa Climent VI                          | Arxipreste de la Basílica de Santa Maria Major                       |
| Pasqual de Montesquieu                    | Sacerdot de SS. XII Apostoli          | 17 desembre 1350 | Papa Climent VI                          |                                                                      |
| Arnaud de Villemur, C.R.S.A.              | Sacerdot de S. Sisto                  | 17 desembre 1350 | Papa Climent VI                          |                                                                      |
| Pierre de Cros                            | Sacerdot de SS. Silvestro e Martino   | 17 desembre 1350 | Papa Climent VI (Cardenal-nebot)         |                                                                      |
| Gilles Rigaud, O.S.B.                     | Sacerdot de S. Prassede               | 17 desembre 1350 | Papa Climent VI                          |                                                                      |
| Jean de Moulins, O.P.                     | Sacerdot de S. Sabina                 | 17 desembre 1350 | Papa Climent VI                          |                                                                      |
| Gaillard de la Mothe                      | Diaca de S. Lucia en Silice           | 17 desembre 1350 | Joan XXII                                | Protodiaca del Col·legi Cardenalici                                  |
| Bernard de la Gira                        | Diaca de S. Eustachio                 | 20 setembre 1342 | Papa Climent VI (Cardenal-nebot)         |                                                                      |
| Guillaume de la Jugié                     | Diaca de S. Maria en Cosmedin         | 20 setembre 1342 | Papa Climent VI (Cardenal-nebot)         |                                                                      |
| Nicolas de Besse                          | Diaca de S. Maria a Via Lata          | 27 febrer 1344   | Papa Climent VI (Cardenal-nebot)         |                                                                      |
| Pierre Roger de Beaufort                  | Diaca de S. Maria Nuova               | 28 maig 1348     | Papa Climent VI (Cardenal-nebot)         | Arxipreste de la Basílica Laterana                                   |
| Rinaldo Orsini                            | Diaca de S. Adriano                   | 17 desembre 1350 | Papa Climent VI                          |                                                                      |
| Jean de Caraman                           | Diaca de S. Giorgio en Velabro        | 17 desembre 1350 | Papa Climent VI                          |                                                                      |

### Absents
| Elector          | Títol                                                                   | Elevat           | Elevador        | Notes                          |
| ---------------- | ----------------------------------------------------------------------- | ---------------- | --------------- | ------------------------------ |
| Guiu de Boulogne | Bisbe de Porto i Santa Rufina; responsable de S. Cecilia i S. Crisogono | 20 setembre 1342 | Papa Climent VI | Legat papal al Regne de França |

## Capitulació del conclave
El 16 de desembre vint-i-cinc cardenals van entrar al conclave al Palau dels Papes d'Avinyó. Inicialment, tots els electors van subscriure la primera capitulació del conclave de la història, tot i que molts d'ells, incloent el cardenal Aubert, ho va fer amb reserves, per no anar contra el dret de l'església.
L'objectiu de la capitulació era limitar el poder papal i transformar el poder de l'Església a una oligarquia en comptes d'una monarquia. Els termes de capitulació eren els següents:
- El Col·legi Cardenalici es va limitar a 20, no n'hi hauria cap de nou mentre en quedessin almenys 16.
- Caldrien dues terceres parts dels vots del col·legi per aprovar, crear, excomunicar, privar el sufragi, reduir la propietat o els ingressos dels cardenals o demanar subvencions de sobirans i clergats nacionals.
- Garantir el poder de veto a les decisions papals i polítiques adoptades.
- Tots els ingressos papals serien compartits amb el Col·legi.

## Elecció
Després de subscriure la capitulació els cardenals iniciaren els procediments per a l'elecció. Inicialment es va proposar la candidatura de Jean Birel, general de l'orde dels Cartoixans, que no era cardenal, venerat per la seva santedat. Però el cardinal Talleyrand va adreçar-se als cardenals dient que era perillós en les crítiques circumstàncies en què es trobava Europa elegir un nou Celestí V, un home sant però completament incompetent per fer de Papa. Els electors finalment li va estar d'acord amb i van abandonar la candidatura de Birel a favor del cardenal Etienne Aubert, bisbe d'Ostia, que va ser elegit per unanimitat el 18 de desembre. Va acceptar la seva elecció i va prendre el nom d'Innocenci VI. El 30 de desembre va ser solemnement coronat a la Catedral de Notre Dame d'Avinyó pel cardenal Gaillard de la Mothe, protodiaca de S. Lucia en Silice.
El 6 de juliol de 1353 el papa Innocenci VI va declarar invàlida la capitulació acordada pel conclave perquè violava la regla que restringeix els negocis durant el conclave d'elecció d'un nou papa i infringia la plenitud del poder inherent al papa. Tot i això, les capitulacions es van subscriure a la majoria dels conclaves durant els següents 300 anys.